# Kultura czystości
Kultura czystości (ang. purity culture) – termin używany w odniesieniu do ruchu ewangelikalnego, który stara się promować biblijnie rozumianą czystość poprzez odwodzenie od umawiania się na randki i zachęcanie do zachowania dziewictwa aż do ślubu, często za pomocą takich metod jak przyrzeczenie czystości, symboli jak pierścienie czystości i wydarzeń jak bale czystości.  